# Приусинск
Приусинск — опустевшее село в Сызранском районе Самарской области в составе сельского поселения Печерское.

## География
Находится на расстоянии примерно 30 километров по прямой на восток от северо-восточной границы районного центра города Сызрань менее чем в 1 километре на север от села Печерское.

## Население
Постоянное население составляло 0 человека в 2002 году, 0 в 2010 году.